# 紋尾魮
紋尾魮（学名：Barbus taeniurus）為輻鰭魚綱鯉形目鯉科的其中一個種。被IUCN列為次級保育類動物，分布於非洲喀麥隆南部河流，體長可達12公分。

## 扩展阅读
維基物種上的相關：紋尾魮